# Sudáfrica en los Juegos Paralímpicos
Sudáfrica en los Juegos Paralímpicos está representada por la Confederación Deportiva y Comité Olímpico Sudafricano, miembro del Comité Paralímpico Internacional.
Ha participado en trece ediciones de los Juegos Paralímpicos de Verano, su primera presencia tuvo lugar en Tokio 1964. El país ha obtenido un total de 310 medallas en las ediciones de verano: 123 de oro, 95 de plata y 92 de bronce.
En los Juegos Paralímpicos de Invierno ha participado en cuatro ediciones, siendo Nagano 1998 su primera aparición en estos Juegos. El país no ha conseguido ninguna medalla en las ediciones de invierno.

## Medallero

### Por edición
| Evento              | Oro | Plata | Bronce | Total |
| ------------------- | --- | ----- | ------ | ----- |
| Tokio 1964          | 8   | 8     | 3      | 19    |
| Tel Aviv 1968       | 9   | 10    | 7      | 26    |
| Heidelberg 1972     | 16  | 12    | 13     | 41    |
| Toronto 1976        | 6   | 9     | 11     | 26    |
| 1980 – 1988         | –   | –     | –      | –     |
| Barcelona 1992      | 4   | 1     | 3      | 8     |
| Atlanta 1996        | 10  | 8     | 10     | 28    |
| Sídney 2000         | 13  | 12    | 13     | 38    |
| Atenas 2004         | 15  | 13    | 7      | 35    |
| Pekín 2008          | 21  | 3     | 6      | 30    |
| Londres 2012        | 8   | 12    | 9      | 29    |
| Río de Janeiro 2016 | 7   | 6     | 4      | 17    |
| Tokio 2020          | 4   | 1     | 2      | 7     |
| París 2024          | 2   | 0     | 4      | 6     |
| TOTAL               | 123 | 95    | 92     | 310   |

| Evento              | Oro | Plata | Bronce | Total |
| ------------------- | --- | ----- | ------ | ----- |
| Nagano 1998         | 0   | 0     | 0      | 0     |
| Salt Lake City 2002 | 0   | 0     | 0      | 0     |
| Turín 2006          | 0   | 0     | 0      | 0     |
| Vancouver 2010      | 0   | 0     | 0      | 0     |
| 2014 – 2022         | –   | –     | –      | –     |
| TOTAL               | 0   | 0     | 0      | 0     |

### Por deporte
Deportes de verano
| Evento                    | Oro | Plata | Bronce | Total |
| ------------------------- | --- | ----- | ------ | ----- |
| Atletismo                 | 72  | 55    | 56     | 183   |
| Bolos sobre hierba        | 5   | 5     | 1      | 11    |
| Ciclismo                  | 3   | 2     | 4      | 9     |
| Dartchery                 | 0   | 0     | 1      | 1     |
| Halterofilia              | 1   | 0     | 0      | 1     |
| Hípica                    | 2   | 2     | 0      | 4     |
| Levantamiento de potencia | 0   | 0     | 1      | 1     |
| Natación                  | 34  | 26    | 25     | 85    |
| Tenis de mesa             | 0   | 1     | 1      | 2     |
| Tenis en silla de ruedas  | 0   | 0     | 1      | 1     |
| Tiro                      | 0   | 0     | 1      | 1     |
| Tiro con arco             | 6   | 4     | 1      | 11    |
| TOTAL                     | 123 | 95    | 92     | 310   |